# Алексопулос, Алексиос
Александрос (Алексиос) Алексопулос (греч. Αλέξανδρος (Αλέξιος) Αλεξόπουλος; род. 21 мая 1971, Афины) — греческий легкоатлет, специалист по бегу на короткие дистанции. Выступал на профессиональном уровне в 1990—2004 годах, обладатель серебряной медали чемпионата Европы в помещении, серебряный призёр Средиземноморских игр, действующий рекордсмен Греции в беге на 200 метров в помещении и в эстафете 4×100 метров, участник двух летних Олимпийских игр.

## Биография
Алексиос Алексопулос родился 21 мая 1971 года в Афинах, Греция. Занимался лёгкой атлетикой в столичном клубе «Панеллиниос».
Впервые заявил о себе на международном уровне в сезоне 1990 года, когда вошёл в состав греческой сборной и выступил в эстафете 4×100 метров на юниорском мировом первенстве в Пловдиве.
В 1993 году вместе с соотечественниками выиграл серебряную медаль в эстафете 4×100 метров на Средиземноморских играх в Лангедок-Руссильон.
На чемпионате Европы 1994 года в Хельсинки дошёл до четвертьфинала в индивидуальном беге на 100 метров и занял пятое место в эстафете 4×100 метров.
В 1995 году на чемпионате мира в Гётеборге стартовал сразу трёх дисциплинах: остановился в четвертьфинале на дистанции 100 метров, дошёл до стадии полуфиналов на дистанции 200 метров, тогда как в эстафете 4×100 метров в ходе предварительного забега был со своей командой дисквалифицирован.
В 1996 году выиграл зимний чемпионат Греции в Пирее, установив при этом ныне действующий национальный рекорд в беге на 200 метров в помещении —20,62. Позднее в той же дисциплине завоевал серебряную награду на чемпионате Европы в помещении в Стокгольме, уступив в финале только бельгийцу Эрику Виймершу. Благодаря череде успешных выступлений удостоился права защищать честь страны на летних Олимпийских играх в Атланте — здесь в программе эстафеты 4×100 метров на предварительном квалификационном этапе греческая команда была дисквалифицирована.
В 1998 году в беге на 200 метров Алексопулос дошёл до полуфинала на чемпионате Европы в помещении в Валенсии, в эстафете 4×100 метров показал четвёртый результат на чемпионате Европы в Будапеште.
В 1999 году бежал 200 метров на чемпионате мира в помещении в Маэбаси. На Кубке Европы в Париже стал вторым в дисциплине 200 метров и в эстафете 4×100 метров, во втором случае вместе с соотечественниками установил ныне действующий рекорд Греции — 38,61. Участвовал в эстафетной гонке на чемпионате мира в Севилье.
В 2000 году в эстафете 4×100 метров занял второе место на Кубке Европы в Гейтсхеде. Принимал участие в Олимпийских играх в Сиднее — в дисциплине 200 метров был заявлен, но не вышел на старт, в то время как в эстафете 4×100 метров дошёл до стадии полуфиналов.
Завершил спортивную карьеру по окончании сезона 2004 года.